# 小野伸二
小野伸二（1979年9月27日—），日本足球運動員，現效力日職球隊札幌岡薩多，司職中場，前日本國家足球隊成員。

## 俱樂部生涯
小野伸二于静冈市长大，在13岁就成为了日本U16足球代表队中的明星，并在15岁时带领日本队赢得了亞足聯U-16錦標賽的冠军。小野伸二在16岁时进入了日本著名的清水足球学校，并在那里成长为一名职业球员。
1997年，小野伸二和日职球队浦和红钻签订了自己的第一份职业合同，不需要更多的适应，小野伸二立刻成为了日职联赛的明星，他入选了当年日职联赛的最佳阵容，并且当选为最佳球员。在当年代表日本参加亚洲青年足球锦标赛时，小野伸二被评选为最有价值球员，并且在1999年再次当选。2002年，小野伸二还被评选为当年的亚洲足球先生。
小野伸二的出色表现也引起了海外俱乐部的注意，许多欧洲大牌俱乐部都向小野伸二伸出了橄榄枝，最终小野伸二在2001年夏天加盟了荷甲球队费耶诺德。小野伸二也在荷甲取得了成功，在范马尔维克的带领下，费耶诺德在2002年赢得了欧洲联盟杯的冠军，他们在决赛中3-2战胜了德甲球队多特蒙德，小野伸二助攻了球队的第二个进球，并且在全场比赛都有出色的发挥。小野伸二也是继韩国的车范根之后第二个代表球队赢得欧洲赛事冠军的亚洲球员。
他首季效力便协助费耶诺德赢取欧洲联盟杯，并成为球迷的宠儿。不过，连串伤患令他缺阵了不少赛事。他缺席 了2004/2005年的大部分时间，而球队也准备将他出售。
2006年1月13日，未能再于欧洲球坛立足的小野伸二返回日本加盟浦和红钻，双方签约三年。
2006年12月，天皇盃準决赛浦和红钻对磐田喜悦，小野伸二在球队落后的逆境中带伤出场，马上扭转了场上局势，使得浦和红钻最后反败为胜。半决赛中他先发出场并得分，浦和红钻击败鹿岛鹿角进入决赛，其后在决赛中浦和红钻以1:0击败大阪飞脚获得天皇盃，小野伸二作出了巨大贡献。
冬季转会期间，高原直泰离开法兰克福加盟日职联赛球队浦和红钻，一度使得日本球员在德甲联赛中断档。但是继沃尔夫斯堡成功引进了日本国脚长谷部诚之后，中场球星小野伸二也来到德国接受波鸿足球俱乐部的转会例行体检，表现出色的他随后因为左脚踝受伤而返回国内治疗，波鸿方面也对他的伤病情况有些顾虑，毕竟小野伸二还动过一个左脚踝的手术。
不过小野伸二的技术能力和他身上附加的商业效应，最终还是促使波鸿选择了与其签约，他在周二完成体检之后就将正式签订工作合同，德甲联赛重开时，小野伸二将随队出战劲旅云达不来梅。
在2012年夏天的转会中，小野伸二从清水心跳转会加盟澳职球队西悉尼流浪者，澳职於10月5日展开新賽季，而小野伸二很快将抵达悉尼，并投入球队操练，以准备球队首战对阵中岸水手的比赛。
2012-2013赛季，小野结束了在澳洲俱乐部西悉尼流浪者的效力经历后，在2014年加入到札幌冈萨多，之后再这里效力了6个赛季。2016年帮助球队成功升级日职，2018年再日职联赛出场了7场比赛。
北海道札幌冈萨多5日公布，中场球员小野伸二将转会至FC琉球 。10日与浦和红钻的比赛将成为他在札幌阵中的最后一次比赛。
根据日媒消息，刚刚与日乙FC琉球结束合同的小野伸二确定加盟札幌冈萨多，时隔1年半再次回到北海道。

## 國家隊生涯
当时年仅18岁的小野伸二入选日本国家足球队的1998年世界盃大名单，并且在小组赛第三轮1-2负于牙买加的比赛中替补出场。
小野伸二是2002年世界盃的重心成员。他曾代表日本U-16足球代表队以上的所有组别出赛，也是于雅典举行的2004年奥运会中，日本队三名超龄成员之一。
2000年2月5日小野伸二入选代表国家队，在香港的嘉士伯贺岁盃出战墨西哥，以0-1败阵。
在2007年亚洲盃预选赛中，日本在第一场比赛中6比0战胜印度，小野伸二为球队首开纪录，同时他的进球也是自济科执教之后日本队攻进的第100个国际入球。

## 榮譽

### 俱樂部
飛燕諾
- 歐霸盃冠軍：2001–02

浦和紅鑽
- J1聯賽冠軍 : 2006
- 天皇杯冠軍 : 2006
- 日本超級盃冠軍 : 2006
- 亞冠杯冠軍 : 2007

西悉尼流浪者
- 澳職聯冠軍 : 2012–13

### 國家隊
日本
- U16亚洲杯冠軍 : 1994
- 亚洲杯冠軍 : 2000

### 個人
- 亚足联U-19锦标赛最有价值球员 : 1998
- 日本职业足球联赛最佳年青球员，最佳十一人 : 1998
- 世界青年足球锦标赛最佳十一人 : 1999
- 亚洲足协最佳年青球员 : 1999
- 亚洲足球先生 : 2002

## 外部連結
- 小野伸二官方網站（日文）
- 小野伸二簡介（英文）
- 浦和紅鑽官方網站（日文） （页面存档备份，存于）
- 日本足協官方網站（英文）
- The Rising Sun News
- 小野伸二 – FIFA國際賽競賽紀錄 (存檔)
- 小野伸二在 National-Football-Teams.com 上的出场纪录
- Japan National Football Team Database （页面存档备份，存于）
- 日本職業足球聯賽中的小野伸二 （日語）
- 官方网站 （日語和英語）

| 前任： 范志毅 | 亚洲足球先生 2002年 | 繼任： |